# Aglyptodactylus securifer
Espèce
Statut de conservation UICN

 LC  : Préoccupation mineure
Aglyptodactylus securifer est une espèce d'amphibiens de la famille des Mantellidae.

## Répartition et habitat
Cette espèce est endémique de Madagascar. Elle se rencontre jusqu'à 300 m d'altitude dans l'Ouest et le Nord de l'île et, notamment, la forêt de Kirindy, à ne pas confondre avec le parc national de Kirindy Mitea, la péninsule Sahamalaza, la réserve naturelle intégrale du Tsingy de Bemaraha, la réserve spéciale de la Forêt d'Ambre. Elle vit aussi bien dans la forêt tropicale humide que dans la forêt tropicale sèche. On la trouve dans les forêts dégradées, mais jamais en dehors de la forêt.

## Étymologie
Son nom d'espèce, du latin, securis, « hache », et du suffixe -fer, « transporter », lui a été donné en référence à la forme de son pré-hallux, le pré-hallux est un orteil ou un rudiment d'orteil supplémentaire.

## Publication originale
- Glaw, Vences & Böhme, 1998 : Systematic revision of the genus Aglyptodactylus Boulenger, 1919 (Amphibia: Ranidae), and analysis of its phylogenetic relationships to other Madagascan ranid genera (Tomopterna, Boophis, Mantidactylus, and Mantella). Zeitschrift für Zoologische Systematik und Evolutionsforschung, vol. 36, p. 17-37 (texte intégral).